# 알 보울리
알 보울리(Al Bowlly, 1899년 1월 7일 ~ 1941년 4월 17일)는 1920, 30년대에 활동한 가수, 작사가, 작곡가이다. 20년대 후반부터 주로 영국에서 활동했으며, 1930년대 중반에는 미국에 진출해서 성공을 거두었고 이후 다시 영국으로 돌아왔다. 그는 일생동안 1000곡이 넘는 곡을 녹음했으며 대표곡으로는 <Guilty> <Goodnight, Sweetheart> <Midnight, The Stars And You> <My Melancholy Baby> 등이 있다. 1920년대부터 60년대까지 유행했던 창법인 크룬으로 노래하는 크루너의 대표적인 한사람으로 꼽힌다.

## 생애

### 성장기와 데뷔
알 보울리는 1899년 1월 7일, 당시 포르투갈의 식민지였던 모잠비크에서 그리스인 아버지와 레바논인 어머니 사이에서 태어났다. 성장기는 남아프리카 공화국의 요하네스버그에서 보냈다. 14살이 되던 해에 학교를 그만두고 자신의 형제들을 도와 이발소 일을 했는데, 가게에서 노래를 즐겨 불러 '노래하는 이발사'라는 별명을 얻었다.
보울리의 가수 경력은 1923년 에드가 아델러(Edgar Adeler) 밴드가 요하네스버그에 공연을 온 것을 계기로 시작되었다. 그는 아델러 밴드에 입단했고 1920년대 중반까지 소속되었으나 이후 아델러와 마찰을 빚고 밴드를 탈퇴했다. 그리고는 필리핀, 인도네시아, 싱가폴 등 주로 동남아 등지를 돌며 그곳에 있던 밴드와 공연하거나 버스킹으로 생계를 잇다가 1927년 베를린에서 에드가 아델러와 다시 만나, 같은 해 8월 공식적인 첫 레코드를 내며 데뷔했다. 다음해인 1928년 보울리는 프레드 엘리잘데(Fred Elizalde) 오케스트라에 입단해 주 활동무대를 영국으로 옮겼다. 1929년에는 대공황의 영향으로 버스킹을 하며 생계를 이어가야 했다.

### 전성기
1930년부터 보울리는 활발하게 활동하기 시작했는데, 특히 로이 폭스(Roy Fox) 밴드와 레이 노블(Ray Noble) 오케스트라에서 많은 레코딩을 남겼다. 이어지는 4년간 보울리는 두 곳을 포함, 여러 악단에서 500곡 이상의 많은 레코딩을 하며 영국에서 명성을 얻었다. 1934년에는 레이 노블과 함께 뉴욕 투어 공연을 하며 성공을 거두었고 이에 힘입어 30년대 중반부터는 노블과 함께 활동 무대를 미국으로 옮겨갔는데, 그곳에서도 <Blue Moon> <My Melancholy Baby> <Easy To Love> 등의 레코드를 내며 히트를 쳤다. 미국에서의 성공으로 보울리는 한때 NBC에서 라디오 프로그램을 가지기도 했고, 또 다른 유명한 크루너 빙 크로스비(Bing Crosby)의 경쟁자로도 손꼽히는 등 전성기를 누렸다.

### 비운의 연속
1937년부터 보울리는 향수병에 걸려 영국에 돌아가기를 원했으나 레이 노블은 미국에 남아 오케스트라를 이끌기로 했다. 따라서 노블과는 결별하고 아내와 함께 런던으로 돌아왔다. 돌아온 후 한때 직접 밴드를 지휘하기도 했으나 보울리의 목에 갑자기 종양이 생기는 바람에 해산되었다. 그는 제거 수술을 받길 원했으며 당시 그것이 가능한 유일한 병원은 뉴욕에 있었기에 그는 1938년 다시 뉴욕으로 건너가야만 했다. 성공 확률은 절반 대 절반이었고 그 과정에서 사소한 실수라도 생기면 평생 목소리를 잃을 수도 있는 까다로운 수술이었지만 결과는 성공적이었다. 수술 후 그는 다시 영국으로 돌아갔다.
그러나 그가 돌아갔을 때 그의 인기와 명성은 예전 같지 않았다. 미국 활동과 수술로 자리를 비운 사이 그의 자리는 데니 데니스(Denny Dennis), 칙 헨더슨(Chick Henderson) 같은 가수들이 대신하고 있었고 따라서 보울리는 무명 시절 때처럼 악단을 여기저기 옮겨다니며 레코딩을 해야 했다. 그런 와중 목 문제가 재발했으며 의사는 종양이 자라는 모습이 암처럼 보인다고 했다. 같은 시기 아내와도 별거했다. 꼬리를 물고 이어지는 비운에 이 시기 그의 몸무게는 10키로나 빠졌다.
1940년부터 알 보울리는, 자신과 마찬가지로 커리어에 하락세를 타고 있던 지미 메세네(Jimmy Messene)와 기타 듀오를 이루어 런던 등지에서 라디오와 극장 등에 출연하였다. 하지만 메세네는 당시 심각한 알콜중독에 빠져 있어 스테이지에 올라가지 못하는 일이 빈번해서 그를 자주 실망시켰다. 이것은 보울리가 죽기 전 마지막으로 가진 음악적 사업이었다.
알 보울리의 마지막 녹음 작업은 1941년 4월 2일 지미 메세네와 함께 녹음한 <Nicky The Greek>과 <When That Man Is Dead And Gone>이었다. <When That Man Is Dead And Gone>은 히틀러를 비난하며 그가 죽길 바란다는 곡인데, 그 곡을 녹음한지 불과 2주 뒤에 그는 독일군의 런던 공습에 휘말려 사망했다.

### 죽음
1941년 4월 16일, 보울리와 메세네는 영국 하이위컴에 있는 렉스 극장에서 공연을 마쳤다. 공연 일정이 며칠 더 남아 있었기에 메세네는 그곳에서 숙박하였으나 보울리는 갑자기 돌아가야겠다며 늦은 시간 기차를 타고 런던에 있는 아파트로 돌아갔다. 새벽이 되어서 도착한 보울리는 침대에 앉아 만화책을 읽었다. 그때 런던에는 독일군의 폭격이 시작되고 있었다. 한참동안 이어진 폭격이었다. 무수한 폭탄 중 몇발은 보울리의 아파트 근처에 떨어졌다.
아침이 되자 아파트 관리인이 입주자들의 상태를 확인하기 위해 나섰다. 그가 보울리의 방에 들어왔을 때 보울리는 침대에 엎드린 채 죽어있었다. 외관상으로는 깨끗했다. 그러나 폭발의 충격으로 침실문이 떨어져 나가 그의 머리를 강타한 것이었다. 그는 폭격의 다른 피해자들과 공동 매장되었다.

## 평가
알 보울리가 활동했던 1930년대 당시 그는 알려진 가수이긴 했지만 최고의 가수는 아니었다. 그의 활동 당시 인지도는 그의 라이벌로 꼽히기도 했던 빙 크로스비와 비교하기에 모자란 면이 있었다. 그는 사후에 더 인정받고 있다. 젊은 나이에 폭격으로 사망했다는 비극적인 배경과 1000곡이 넘게 녹음했던 많은 노래들이 그의 사망 이후 개봉한 영화들에 쓰이면서 재평가를 받는 것이다. 후자의 경우 스탠리 큐브릭 감독의 영화 <샤이닝>에 OST로 삽입된 <Midnight, The Stars And You>와 영화 <아멜리에>에 OST로 쓰인 <Guilty>가 대표적인 예이다.
그는 1920년대부터 60년대까지 포퓰러 가수들이 즐겨 사용한 크룬 창법의 최초 창안자 중 한명이자, 그 창법으로 노래하는 크루너의 대표적인 인물 중 한명으로 꼽힌다. 그의 특징은 크룬을 바탕으로 한 특이한 중저음의 목소리였는데, 이를 두고 커리어 초반을 함께 했던 에드가 아델러는 “Out of this world." 라고 극찬했다. 가수 멜 토메(Mel Torme) 역시 알 보울리의 팬이었고 가까운 친구였던 플레이보이의 창시자 휴 헤프너(Hugh Hefner)와 보울리의 노래 스타일과 비극적인 죽음에 대해 이야기를 나누곤 했다.

## 대표곡
| "Goodnight, Sweetheart"       | 1931년 2월 19일  |
| "Sweet And Lovely"            | 1931년 10월 29일 |
| "Guilty"                      | 1931년 12월 2일  |
| "Love Is The Sweetest Thing"  | 1932년 9월 8일   |
| "Midnight, The Stars and You" | 1934년 2월 16일  |
| "The Very Thought Of You"     | 1934년 5월 21일  |
| "Blue Moon"                   | 1935년 1월 12일  |
| "You Couldn't Be Cuter"       | 1938년 8월 12일  |